# Erythroneura ontari
Erythroneura ontari är en insektsart som beskrevs av Robinson 1924. Erythroneura ontari ingår i släktet Erythroneura och familjen dvärgstritar. Inga underarter finns listade i Catalogue of Life.